# Eli Whitney
Eli Whitney (8. prosinca 1765. - 8. siječnja 1825.) je bio američki inovator koji je izumio stroj za čišćenje pamuka.

## Životopis
Rođen 8. prosinca 1765. u Westboroughu kao sin farmera, Whitney završava Yale 1792. i postaje član "Phi Beta Društva". Šesti siječnja 1817. vjenčao se s Henriettom Edwards i imali su četvero djece. Eli Whitney preminuo je 8. siječnja 1825. 